# Konwersja (chemia)
Konwersja – stosowane w technologii chemicznej określenie procesów jednostkowych, mających na celu zmianę właściwości przekształcanych materiałów w wyniku różnych reakcji chemicznych, prowadzonych w aparatach zwanych konwertorami (zwykle w wysokiej temperaturze, pod wysokim ciśnieniem lub z użyciem katalizatorów). W czasie konwersji zachodzą różne reakcje chemiczne, np.:
- takie reakcje podwójnej wymiany, jak zachodzące w czasie produkcji azotanu potasu

NaNO3 + KCl → KNO3 + NaCl (konwersja azotanu sodu nawozowym chlorkiem potasu),
- reakcja wymiany między tlenkiem węgla i parą wodną (przetwarzanie gazu koksowniczego i gazu wodnego)

CO + H2O → CO2 + H2 (konwersja tlenku węgla)
- reakcje węglowodorów z parą wodną, np.

CH4 + H2O → CO + 3 H2  (konwersja metanu)
Przebieg tych reakcji zależy od sposobu prowadzenia różnych operacji jednostkowych, np. mieszania, krystalizacji, filtrowania, rozdzielania i oczyszczania produktów.  

Związek między pojęciami „konwersja” i „wydajność”

W przemyśle chemicznym największą rolę odgrywają procesy przerobu ropy naftowej w rafineriach, w których surowce naturalne są konwertowane do bardziej użytecznych. Ropa naftowa, zawierająca stosunkowo niewielkie ilości węglowodorów lekkich (składników benzyn), jest poddawana krakingowi lub hydrokrakingowi. W czasie optymalizacji parametrów krakingu i badania przydatności różnych katalizatorów określa się m.in. „procentową konwersję”, jako specyficzną miarę efektywności prowadzonej przemiany. 
Termin „konwersja” jest w petrochemii stosowany również w odniesieniu do usuwania związków siarki z gazów odlotowych z instalacji odsiarczających (proces Clausa). Odsiarczanie odgazów może polegać np. na konwersji związków siarki do SO2 lub do H2S.
W chemii jądrowej pojęcie konwersji określa proces przetwarzania materiału paliworodnego w materiał rozszczepialny.